# Hugo Weaving
Hugo Wallace Weaving (Ibadan, 4 april 1960) is een Australisch theater- en filmacteur, vooral bekend van de trilogieën The Matrix, The Lord of the Rings en The Hobbit. Weaving heeft verschillende prijzen gekregen voor zijn acteerwerk, waaronder Australian Film Institute Awards in 1991, 1998 en 2005 voor beste mannelijke hoofdrol.

## Biografie
Weaving werd geboren in Nigeria en woonde in zijn jeugd in Zuid-Afrika en in het Verenigd Koninkrijk. Hij verhuisde in 1976 naar Sydney. Hij studeerde aan het National Institute of Dramatic Art in Sydney en kreeg zijn eerste grote rol in de televisieserie Bodyline in 1984.
Weaving speelde in de Australische film The Dirtwater Dynasty in 1988 en speelde tegenover Nicole Kidman in Bangkok Hilton (1989). Hij kreeg een Australische prijs voor zijn rol in de lowbudgetfilm Proof in 1991. Hij brak wereldwijd door als een van de drie hoofdrolspelers in Priscilla, Queen of the Desert in 1994 en ontving de prijs voor beste acteur voor zijn rol in The Interview tijdens het filmfestival van Montreal.
Mede door rollen als Agent Smith in de filmtrilogie The Matrix, als Elrond in de The Lord of the Rings en The Hobbit-trilogieën en als de op wraak beluste V uit V for Vendetta kreeg hij wereldwijde bekendheid.
In Babe (1995) sprak hij de tekst van Rex (een van de herdershonden) in. Voor de film Transformers (2007) sprak hij de stem van de Decepticonleider Megatron in.
Naast zijn filmcarrière speelt hij rollen in het theater. Hij treedt regelmatig op in stukken van de Sydney Theatre Company.
Hij woont samen met zijn partner Katrina Greenwood en zijn twee kinderen Holly en Harry.

## Filmografie
- Mortal Engines (2018) - Thaddeus Valentine
- Hacksaw Ridge (2016) - Tom Doss
- Strangerland (2015) - Detective David Rae
- The Hobbit: The Battle of the Five Armies (2014) - Elrond
- Mystery Road (2013) - Johnno
- The Hobbit: An Unexpected Journey (2012) - Elrond
- Cloud Atlas (2012) - Haskell Moore / Tadeusz Kesselring / Bill Smoke / Nurse Noakes / Boardman Mephi / Old Georgie
- Captain America: The First Avenger (2011) - Johann Schmidt / Red Skull
- Transformers 3 (2011, stem) - Megatron
- Oranges and Sunshine (2010) - Jack
- The Wolfman (2010) - Abberline
- Last Ride (2009) - Kev
- Transformers: Revenge of the Fallen (2009, stem) - Megatron
- The Tender Hook (2008) - McHeath
- Transformers (2007, stem) - Megatron
- The Rose of Ba Ziz (2007) - verteller
- The Girl Who Swallowed Bees (2007, stem) - verteller
- The Key Man (2007) - Vincent
- Happy Feet (2006, stem) - Noah the Elder
- V for Vendetta (2005) - V
- Little Fish (2005) - Lionel
- Peaches (2004) - Alan
- Everything Goes (2004) - Ray
- After the Deluge (2003) - Martin 'Marty' Kirby
- The Lord of the Rings: The Return of the King (2003) - Elrond
- The Matrix Revolutions (2003) - Agent Smith
- The Matrix Reloaded (2003) - Agent Smith
- Horseplay (2003, stem) - Verteller
- The Lord of the Rings: The Two Towers (2002) - Elrond
- The Lord of the Rings: The Fellowship of the Ring (2001) - Elrond
- Russian Doll (2001) - Harvey
- The Old Man Who Read Love Stories (2001) - Rubicondo
- The Magic Pudding (2000, stem) - Bill Barnacle
- Strange Planet (1999) - Steven
- Little Echo Lost (1999) - Echo Man
- The Matrix (1999) - Agent Smith
- True Colours (1999) - Ed Kirwan
- Babe: Pig in the City (1998, stem) - Rex the Male Sheepdog
- Bedrooms and Hallways (1998) - Jeremy
- The Interview (1998) - Eddie Rodney Fleming
- The Kiss (1998) - Frank
- True Love and Chaos (1997) - Morris
- Halifax f.p: Isn't It Romantic (1997) - Det. Sgt. Tom Hurkos
- Wild Australia: The Edge (1996) - Verteller
- Babe (1995, stem) - Rex
- Exile (1994) - Innes
- The Adventures of Priscilla, Queen of the Desert (1994) - Tick/Mitzi
- What's Going On, Frank?(1994) - Strange Packer in Supermarket
- The Custodian (1993) - Det. Church
- Frauds (1993) - Jonathan Wheats
- Reckless Kelly (1993) - Sir John
- Road to Alice (1992) - Louis
- Proof (1991) - Martin
- Wendy Cracked a Walnut (1990) - Jake
- Dadah Is Death (1988) - Geoffrey Chambers
- The Right Hand Man (1987) - Ned Devine
- Melba (1987) - Charles Armstrong
- Sky Pirates (1986) - Thug
- For Love Alone (1986) - Jonathan Crow
- Bodyline (1984) - Douglas Jardine
- The City's Edge (1983) - Andy White
- Bangkok Hilton (1982) - Richard Carlisle
- ...Maybe This Time (1981) - Student 2

- Bibsys: 5086258
- Biblioteca Nacional de España: XX1093147
- Bibliothèque nationale de France: cb142382156 (data)
- Catàleg d'autoritats de noms i títols de Catalunya: 981058517438906706
- CiNii: DA18698840
- Gemeinsame Normdatei: 1016023618
- International Standard Name Identifier: 0000 0001 0904 5676
- Library of Congress Control Number: no00098811
- MusicBrainz: 4d37c760-f6f6-4058-8563-77c207a4c65c
- Nationale Bibliotheek van Tsjechië: xx0044867
- Nationale bibliotheek van Australië: 41397047
- Nationale Bibliotheek van Israël: 987007453597105171
- Nationale Bibliotheek van Polen: a0000001255252
- Nederlandse Thesaurus van Auteursnamen: 10081221X
- Réseau des bibliothèques de Suisse occidentale: 02-A024263983
- Istituto Centrale per il Catalogo Unico: UBOV490894
- Système universitaire de documentation: 113739486
- Trove: 1454340
- Virtual International Authority File: 56822290
- WorldCat: E39PBJwX6v7gtw6tbfCY7CyfMP